# Hôtel de Chaulnes
Hôtel de Chaulnes (též Hôtel Descures nebo Hôtel Nicolay-Goussainville) je městský palác v Paříži. Nachází se v historické čtvrti Marais na náměstí Place des Vosges. Palác je v soukromém vlastnictví.

## Umístění
Hôtel de Chaulnes má číslo 9 na náměstí Place des Vosges. Nachází se na západní straně náměstí ve 4. obvodu.

## Historie
V roce 1607 získal stavební parcelu královský rada Pierre Fougeu d'Escures. V paláci pobýval Ludvík XIII. během slavnostního odhalení své jezdecké sochy. Roku 1655 koupil dům Charles d'Albert d'Ailly, vévoda de Chaulnes (1676–1744) a nechal jej přestavět. V roce 1857 v prvním patře bydlela herečka Rachel (vlastním jménem Élisa Félix), která měla nemanželského syna s napoleonovým nemanželským synem Alexandrem Colonna-Walewskim. Od roku 1967 zde sídlí Akademie architektury (Académie d'architecture).
Části paláce (fasáda, střechy a některá vnitřní výzdoba) jsou od roku 1954 chráněny jako historická památka.